# 사르이폴주
사르이폴주(Sār-e Pol Velāyat, 파슈토어: د سرپل ولايت, 다리어: استان سر پل)는 아프가니스탄 북부에 있는 주이다. 파르야브주, 주즈잔주, 발흐주, 사망간주, 바미얀 주 및 구르주의 6주에 둘러싸여 있다. 주도는 사르이폴이다.